# Urner Kantonalbank
El Urner Kantonalbank es un banco cantonal del cantón de Uri, teniendo por sede la ciudad de Altdorf. Fue fundado en 1915 y está organizado como institución de derecho público. El banco es líder de mercado en el Cantón de Uri operando diez oficinas, además de su sede central. Urner Kantonalbank tenía 103 empleados y unos activos totales de 3050 millones de francos suizos a finales de 2016.

## Historia
Urner Kantonalbank fue fundado en 1915 como el sucesor de la Ersparniskasse Uri. En marzo de 2016, el Landrat de Uri eligió a Heini Sommer como presidente del consejo del banco. En 2016 los activos del banco superaron el límite de 3000 millones por primera vez. Christoph Bugnon sucedió a Urs Trexel a inicios de 2017 como CEO del banco, ya que este último decidió renunciar a su puesto.

## Servicios
El Urner Kantonalbank ofrece sus servicios desde su sede central y desde sus oficinas en Andermatt, Bürglen, Erstfeld, Flüelen, Göschenen, Isenthal, Schattdorf, Seelisberg, Sisikon, y Wassen.